# Enolát
Az enolát a karbonilcsoport melletti alfa szénatom deprotonálásával keletkező anion, az enolok anionja. Ritkán izolálják, azonban gyakran használják reagensként szerves szintézisekben.

Például az acetonról egy bázis enolát anion képződése közben protont képes lehasítani.
Az enolát anion rezonanciastabilizált, ezért az alfa-hidrogén savas:
Az enolát anionok immóniumionokkal a Mannich-reakcióban reagálnak.

## Fordítás
Ez a szócikk részben vagy egészben a Enolate anion című angol Wikipédia-szócikk ezen változatának fordításán alapul.  Az eredeti cikk szerkesztőit annak laptörténete sorolja fel. Ez a jelzés csupán a megfogalmazás eredetét és a szerzői jogokat jelzi, nem szolgál a cikkben szereplő információk forrásmegjelöléseként.